# プメネンゴ
プメネンゴ（伊: Pumenengo  ( 音声ファイル)）は、イタリア共和国ロンバルディア州ベルガモ県にある、人口約1,700人の基礎自治体（コムーネ）。

## 地理

### 位置・広がり
ベルガモ県南東部のコムーネ。県都ベルガモから南南東へ28km、ブレシアから西南西へ28km、州都ミラノから東へ53kmの距離にある。

#### 隣接コムーネ
隣接するコムーネは以下の通り。括弧内のBSはブレシア県所属を示す。
- カルチョ
- フォンタネッラ
- ロッカフランカ (BS)
- ルディアーノ (BS)
- トッレ・パッラヴィチーナ

### 地震分類
イタリアの地震リスク階級 (it) では、3 に分類される
。